# Emiliano Zapata, Cuichapa
Emiliano Zapata är en ort i Mexiko.   Den ligger i kommunen Cuichapa och delstaten Veracruz, i den sydöstra delen av landet, 260 km öster om huvudstaden Mexico City. Emiliano Zapata ligger 421 meter över havet och antalet invånare är 289.
Terrängen runt Emiliano Zapata är varierad, och sluttar österut. Runt Emiliano Zapata är det ganska tätbefolkat, med 129 invånare per kvadratkilometer. Närmaste större samhälle är Cuitláhuac, 9,0 km nordost om Emiliano Zapata. Trakten runt Emiliano Zapata består till största delen av jordbruksmark.